# جیمی بالدوین
جیمی بالدوین (انگلیسی: Jimmy Baldwin; ۱۲ ژانویهٔ ۱۹۲۲ – ۱۹۸۴ (۶۱−۶۲ سال)) بازیکن فوتبال اهل بریتانیا بود.
از باشگاه‌هایی که در آن بازی کرده‌است می‌توان به باشگاه فوتبال یئوویل تاون، باشگاه فوتبال گریت یارموث تاون، باشگاه فوتبال بلکبرن روورز، و باشگاه فوتبال لستر سیتی اشاره کرد.